# Dominique Kabasu Babo
Dominique Kabasu Babo   (Congo Belga, 4 de març de 1950 - 30 de gener de 2022) és un exfutbolista de la República Democràtica del Congo de la dècada de 1970.
Fou internacional amb la selecció de futbol de la República Democràtica del Congo amb la qual participà a la Copa del Món de futbol de 1974.
Pel que fa a clubs, destacà a AS Dragons.